# ムジナモ
ムジナモ（貉藻、狢藻、Aldrovanda vesiculosa）は、モウセンゴケ科ムジナモ属の多年草の水生植物であり、1属1種の食虫植物である。日本を含む世界各地に分布するが、自然環境下での生息地は50カ所程度と少ない。

## 概要

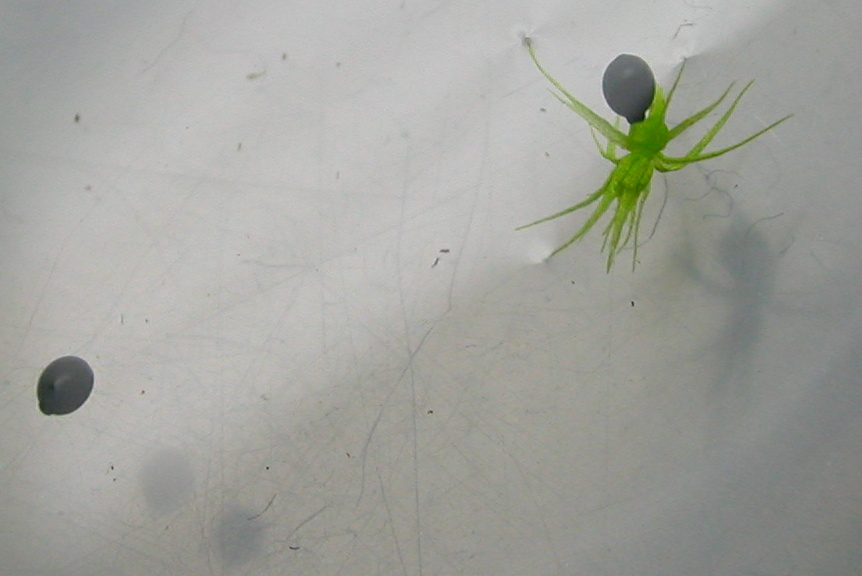
種子からの発芽

浮遊性の水草で、根は発芽時に幼根があるだけで通常はない。葉がハエトリグサと同じく二枚貝のような捕虫器官になっており、ミジンコなどの動物プランクトンを捕食する。
細長い茎を中心にして、捕虫葉が風車のように放射状に輪生する。植物全体の印象は、似た和名を持ち小さな袋状の捕虫葉を持つタヌキモが二次元的・平面のように広がって見えるのに対し、ムジナモは三次元的・円柱のように見える。また、その形がタヌキの尻尾のようなので、発見者である植物学者の牧野富太郎（後述）は和名をつけるとき「タヌキモ」と命名したかったが、既にタヌキモという植物があったため、タヌキの別名であるムジナから「ムジナモ」と名付けられた。英名は Waterwheel plant と、水車の名が与えられている。
茎は5cmから30cmほどの長さになり、夏期には1日に1cm伸びることもある。途中で脇芽を出して枝を伸ばし、基部が枯れ落ちていくことで分離、増殖していく。葉柄の長さは5mmから8mmで、その先に付く捕虫葉は5mm程度。捕虫葉の内側にはハエトリグサと同じく感覚毛が生えているが、数は約40本と多く、1回の刺激で葉が閉じる。閉じる速さも50分の1秒とハエトリグサより遙かに速い。しかし捕虫葉が小さく水中にあるため観察は困難である。葉を閉じると狭窄運動を行い、消化酵素を出し、養分を吸収する。
冬期は先端に冬芽（殖芽）を作り、水底に沈んで越冬する。春になると冬芽は浮上し、水温の上昇と共に成長していく。7月から8月、水温が30度を超えるようになると茎の途中から花茎を1本伸ばすが、花を咲かせることは希で閉鎖花の状態で終わってしまうことが多い。開花は昼の1時間から2時間ほどで、白もしくは緑白色の小さな花が1つ咲く。種子は翌年の初夏に発芽する。

## 分布
世界で初めて発見されたのは17世紀末のインドで、その後ヨーロッパとオーストラリアで発見されている。最初の発見地であるインドの他に、ロシア、オーストラリア、フランス、イタリア、ドイツ、オーストリア、スイス、チェコ、スロバキア、ハンガリー、ユーゴスラビア、ルーマニア、ブルガリア、ガーナ、スーダン、カメルーン、タンザニア、ボツワナ、日本などで発見され、南北アメリカを除くヨーロッパ、アジア、アフリカに点在する事が知られた。
しかし、その後それらの地域の自生地の多くで近代化に伴う水質汚濁や開発などによる埋立で絶滅している。イギリスやシベリア等から花粉や種子の化石が発見されており、氷期以前に熱帯から北へと分布を広げたと考えられている。1950年代にロシアとボツワナでの報告後の一時期、日本以外の自生地での生息が確認されず、宝蔵寺沼が「ムジナモ最後の自生地」と言われた時期もあった。しかしその後ハンガリー、ポーランド、ルーマニア、ロシア、オーストラリアなどから再発見の報告が届き、現在も細々とではあるが世界各地に分布していることが確認された。またスイスなどでは人工的に自生地が復元されたりもしている。
日本でも1890年に牧野富太郎により江戸川近くで発見されたが、1960年代後半までに野生個体群は消失したとされていた。2022年10月に石川県の農業用ため池で発見された個体群が、遺伝子解析などの結果、人為的な持ち込みでなく自然で生き残っていたものと確認された。この池では従来ムジナモは見られなかったものの、水生植物は休眠していた種子が生息地の環境変化で発芽することがあり、周辺にある森林の間伐で日射が増えたことが発芽を促した可能性が指摘されている。

## 人間とのかかわり
都市開発や河川改修などによる生息地の破壊、排水による水質汚濁や富栄養化、森林伐採による土砂流入などにより生息数は減少している。

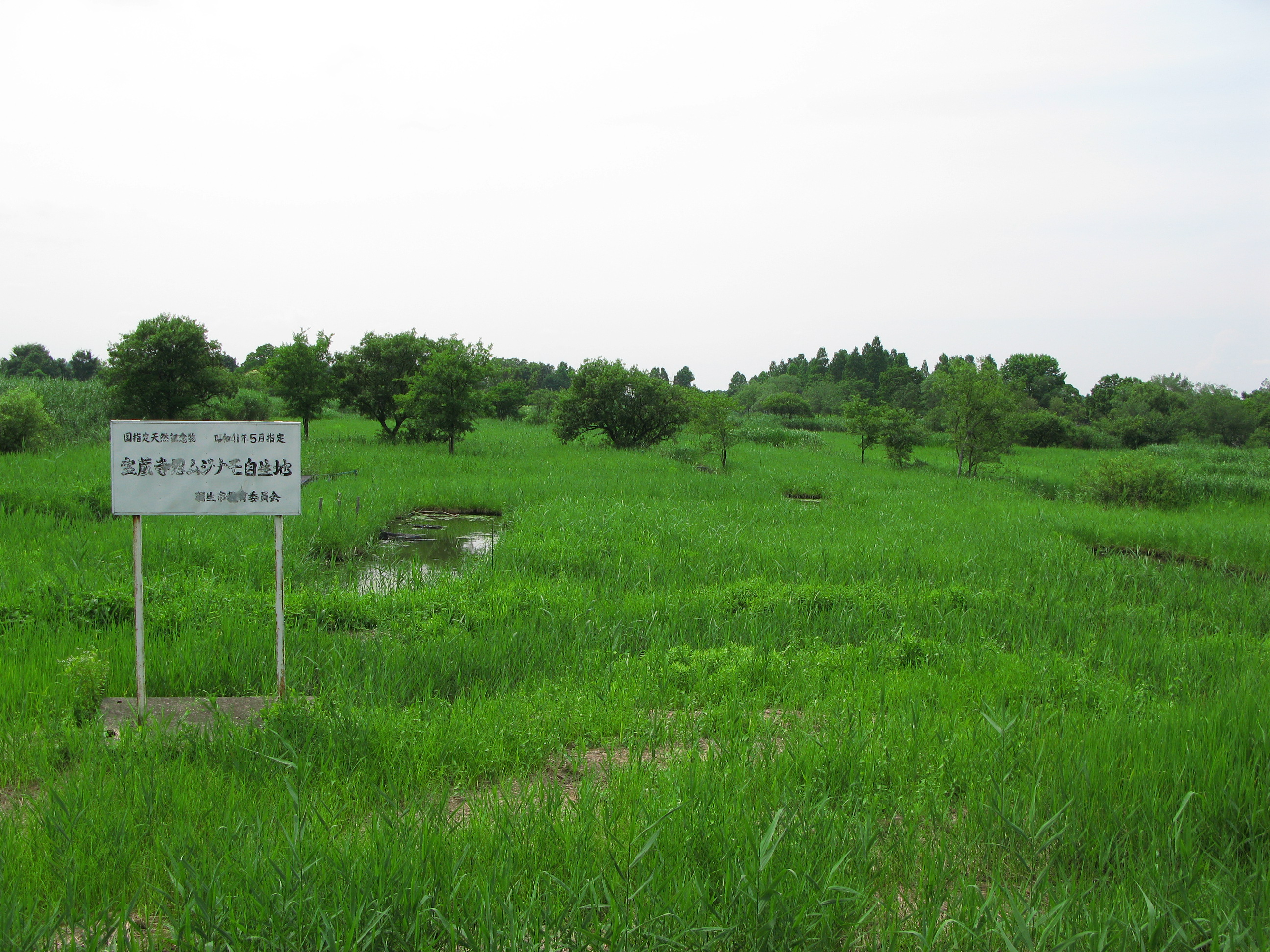
宝蔵寺沼ムジナモ自生地

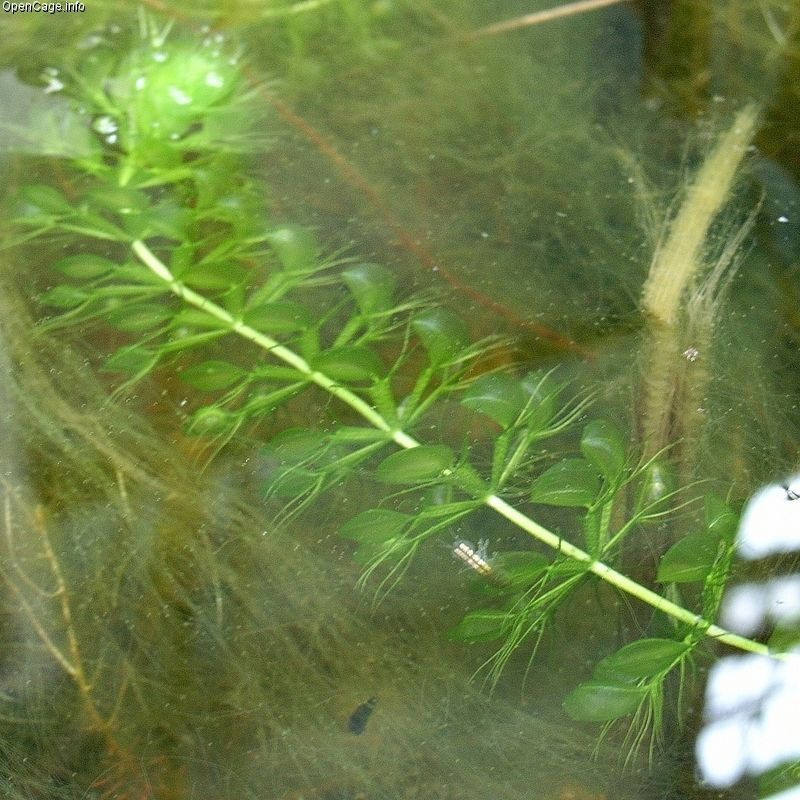
姫路市立手柄山温室植物園の食虫植物展にて

日本
日本では1890年に江戸川河川敷の用水池で、牧野富太郎により発見された。柳の木にもたれて、ふと水面を覗き込んだらそこに浮遊していたという話は、愛好家の間では特に有名である。同年11月発行の『植物学雑誌』においてムジナモの和名が発表され、翌年には花の解剖図を描き、開花が見られなかったヨーロッパにおいて文献に引用された。ムジナモの発見とその後の事態は牧野の名を世界に広める事になったが、そのことが当時出入りしていた東京帝国大学理学部植物学教室への、出入りが禁じられた件に関係しているとも言われている。
1990年には、ムジナモ発見100周年を記念して発見地近くに石碑が建てられた。
1890年に江戸川で発見されてから、霞ヶ浦や瓢池、信濃川流域、京都府の巨椋池や深泥池、三重県長島町（現在の桑名市）等、昭和初期にかけて発見が相次いだ。多々良沼、小岩村（現：東京都江戸川区）、巨椋池、幸松村（現：埼玉県春日部市）など国の天然記念物指定を受けた自生地もいくつかある。干拓事業などによる自生地の消失、魚やアメリカザリガニなどによる食害、農薬や生活廃水の流入による水質汚染により、各地で絶滅。最後に残った宝蔵寺沼（埼玉県羽生市）も1966年に国の天然記念物に指定されたが、同年台風による利根川の水害でほとんど流されてしまい、残った個体も流入した農薬の影響を受け、1967年に絶滅した。
栽培に成功していた個体が残っていたため、種としての絶滅は免れた。宝蔵寺沼ではムジナモが放流されて増殖が試みられており、国の天然記念物指定をうけたままになっている。ただ、現在の宝蔵寺沼は草食性魚類が優勢であり、放流したムジナモのほとんどが翌年までにはこれらの食害で消失してしまっている。他にも自生地の復活を図って放流、増殖が試みられている池がある。現在、市場に出回っている日本産のムジナモは、ほとんどが宝蔵寺沼産と言われている。
前述のように2022年10月、西原昇吾（中央大学理工学部兼任講師）により石川県の農業用ため池で自生しているのが見つかり、人為的に持ち込んだものでない野生個体群として国内唯一の可能性が高いと考えられている。
埼玉大学の研究グループがクローン増殖の方法でムジナモの実験材料としての供給を可能としている。さいたま水族館（埼玉県羽生市）で、実際にムジナモを見ることが出来る。埼玉県のレッドデータブックでは野生絶滅に分類されている。
絶滅危惧IA類 (CR)（環境省レッドリスト）
一般的な園芸植物と比べて知名度が低いほか、栽培が難しいこともあって一般に利用されることは少なく、一部の愛好者たちによって栽培される程度である。種が天然記念物に指定されているわけではないので、一般人が入手することは可能。しかし扱う店は少なく、食虫植物を扱う一部の園芸店で入手できるほか、希に熱帯魚屋で水草として販売される場合がある。また、オーストラリア産の赤いムジナモが輸入されているので、入手できることもある。日光を必要とし、水は常に弱酸性、貧栄養を保つよう管理することが必要である。そのために日当たりの良い場所に深めの容器を置き、底土を入れて抽水植物を植え、稲藁をいれて弱酸性の水質を維持させる方法がよく用いられる。最近では稲藁の代わりに無調整ピートも用いられている。栽培する上での一番の障害はアオミドロである。アオミドロが増殖するとムジナモにも巻きつき、ムジナモは弱ってしまう。面倒でもアオミドロが発生したらこまめに取り除くことが必要である。あまりひどい場合には焼きミョウバンを少量水に加えることで駆除できるが、水質を変化させてしまうのであまり好ましくない。ヌマエビやタニシなどの生物を入れることである程度はアオミドロの増殖を抑えられる。生育条件が揃えば分岐を繰り返し、ひと夏で数十倍に増殖するが、突然すべての個体が弱ったあげく枯死することもあり、良好な状態を数年にわたって維持させることは困難である。
肥料を与える必要はないが、餌としてミジンコを水中に入れてやるとよく捕食し、成長に良い影響をもたらす。ミジンコは池や田んぼ等で採取するか、別の容器を用意して育てる。